# Mercedes-Benz Axor
L'Axor est un modèle de camion fabriqué par Mercedes-Benz depuis 2001 lancé en tracteur ou en porteur. Il fut remplacé en 2013 par l'Antos.

## Historique
En 2005, l'Axor reçoit un nouveau design et devient la version de plus de 18 tonnes de l'Atego.

## Motorisations
Il est équipé d'un moteur six cylindres BlueTec de 6 à 12 l d'une puissance de 238 à 428 chevaux au norme Euro 4 et 5.
Une boite de vitesses de 9 à 16 rapports complète le tout.